# Sayana
Sayana (सायण / Sāyaṇa) war ein indischer Philosoph aus dem 14. Jahrhundert. Seine Verdienste sind vor allem Kommentare über verschiedene Ausgaben der Veden des Sanskrit (Rig-Veda und Sama-Veda).